# オッチミアーノ
オッチミアーノ（伊: Occimiano）は、イタリア共和国ピエモンテ州アレッサンドリア県にある、人口約1,300人の基礎自治体（コムーネ）。

## 地理

### 位置・広がり
| 隣接するコムーネは以下の通り。 - ボルゴ・サン・マルティーノ - カザーレ・モンフェッラート - コンツァーノ - ジャローレ - ル・エ・クッカロ・モンフェッラート (ル) - ミラベッロ・モンフェッラート - ポマーロ・モンフェッラート |

### 地震分類
イタリアの地震リスク階級 (it) では、4 に分類される
。